# Hellenistisches Judentum
Das hellenistische Judentum war eine Bewegung in der griechischsprachigen jüdischen Diaspora, die versuchte, die hebräisch-jüdische Volksreligion in die Sprache und Kultur des Hellenismus zu übersetzen und damit als Religion jenseits einer einzigen Ethnie zu etablieren.

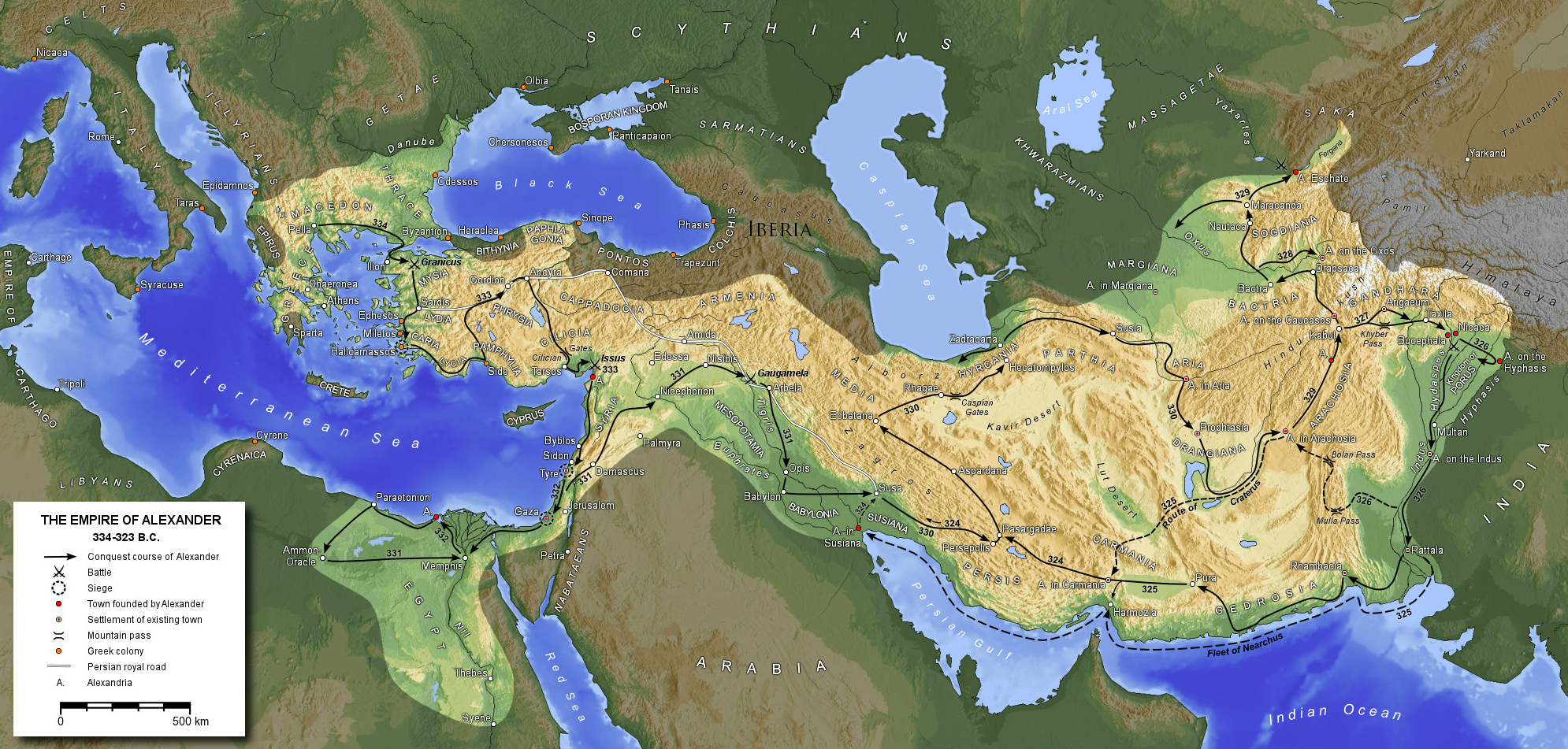
Das Weltreich, das beim Zug Alexanders entstanden war und das er seinen Nachfolgern 323 v. Chr. hinterließ.

## Schriften
Die wichtigsten Quellen findet man bei den Schriften des Philo von Alexandria und bei Flavius Josephus im 1. Jahrhundert n. Chr. als Einzelautoren. Außerdem sind die sogenannten Apokryphen sehr aufschlussreich für die Geschichte und Theologie des hellenistischen Judentums. Ebenfalls zu nennen sind die sogenannten Pseudepigraphen.

## Geschichte
Durch die wechselvolle Geschichte des fruchtbaren Halbmondes wurden die Israeliten auf der syro-palästinischen Landbrücke mehrfach militärisch besiegt. Anschließend wurden jeweils Teile der Bevölkerung deportiert. Dabei zeigte sich im Babylonischen Exil von 587 bis 538 v. Chr., dass das Judentum auch unabhängig von dem Land Israel und dem Heiligtum in Jerusalem weiterbestehen konnte.
Nach dem Kyros-Zylinder von 538 v. Chr. kehrten nicht alle Israeliten zurück, die jüdische Diaspora („Zerstreuung“) war geboren. In der Zeit der Diadochen kam es immer wieder zu Konflikten zwischen den Juden mit ihrem Autonomiestreben und den hellenistischen Herrschern, was immer wieder auch zu Judenverfolgungen führte. Die Bücher der Makkabäer berichten davon. Dies sorgte dafür, dass sich jüdische Gemeinden nicht nur in Babylon hielten, sondern überall im Mittelmeerraum gründeten.

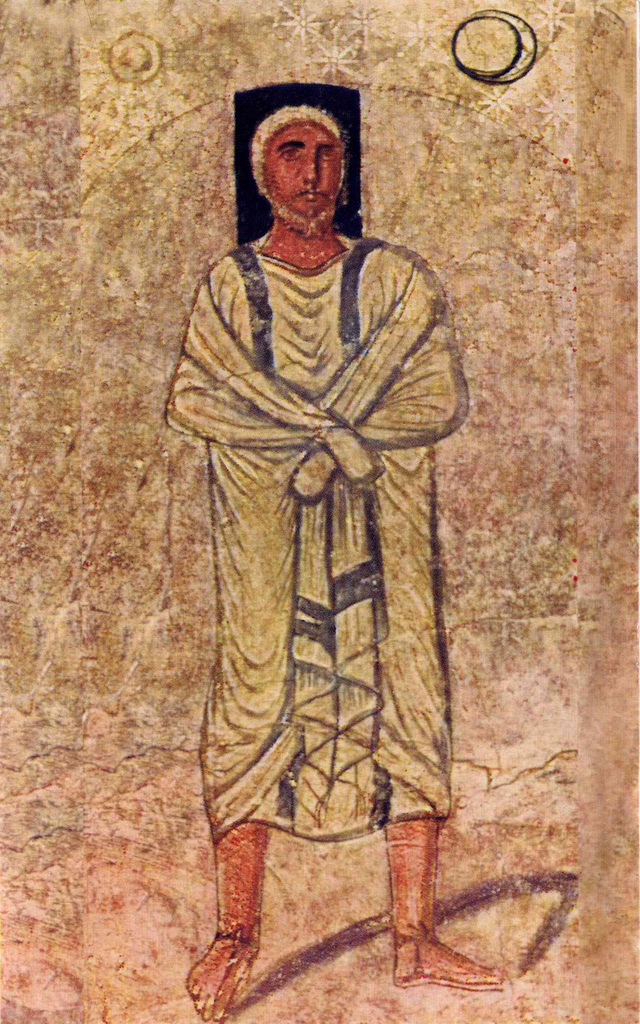
Tafel IV von der Synagoge von Dura Europos.

Seit dem 3. Jahrhundert v. Chr. wuchs die Diasporagemeinde in Ägypten stark an. Eines der wichtigsten Zentren wurde Alexandria im Nildelta. Die Juden fühlten sich wie die Griechen als Kolonisten und strebten daher auch nach den Bürgerrechten der Griechen, um an den städtischen Privilegien teilzuhaben. Es gelang ihnen nicht vollständig, sie genossen jedoch einen privilegierten Rechtsstatus einer religio licita mit begrenzter Gemeinde-Selbstverwaltung. Sie zogen sich damit jedoch den Hass der weitgehend entrechteten ägyptischen Landbevölkerung zu. Für die jüdische Gemeinde galt weiterhin Jerusalem und sein Tempel als religiöses Zentrum. Zum Ärger der lokalen Behörden entrichteten sie die Tempelsteuer dorthin.
In Alexandria versuchte das Judentum, seine Weltanschauung in griechischer Sprache und im Rahmen griechischer Philosophie auszudrücken. Der wohl wichtigste Meilenstein dabei ist die Übersetzung der hebräischen Bibel ins Griechische, die Septuaginta.
Gleichzeitig hatte sich das Judentum gegen die Vorwürfe zu verteidigen, ein östlicher Aberglaube und eine primitive Nomadenreligion zu sein. Ein wichtiger Vermittler zwischen dem jüdischen Gesetz und dem griechischen Denken war, nach Vorläufern wie Aristobul und Pseudo-Aristeas, Anfang des 1. Jahrhunderts n. Chr. Philo von Alexandria. Er stellte das Judentum als eine altehrwürdige Religion dar, die durch ihren Monotheismus besser mit der aristotelischen oder platonischen Philosophie übereinstimme als der polytheistische Olymp.
Die teilweise schwierig vermittelbaren Gesetze versuchte Philo als moralisch und tugendhaft darzustellen, Begriffe, die bei den Griechen bekannt und positiv besetzt waren. So legte Philo den Schwerpunkt auf den schon im 5. Buch Mose (Dtn 30,6 ) erwähnten Begriff der „Beschneidung des Herzens“, d. h. der Laster und Triebe, zum Wohl der Selbstbeherrschung und Förderung der Tugend.
Ein weiterer wichtiger Autor war am Ende dieses Jahrhunderts der jüdische Feldherr und Historiker Flavius Josephus. Auch er hatte das Ziel, das Judentum gegen antike Vorurteile zu verteidigen und es als tugendhafte Religion darzustellen. Seine Geschichte des Judentums von seinen Anfängen bis zu seiner Gegenwart verfasste er im Sinne einer hellenistisch-aufgeklärten Denkweise.
Darüber hinaus sind verschiedene Schriften überliefert, die ethisch-moralischen Charakter haben (z. B. das Spruchgedicht des Pseudo-Phokylides) oder auch spekulativ-apokalyptisch erscheinen. Teilweise wird beides miteinander vermischt. Erkennbar ist, dass die Hellenisierung des Judentums nicht unumstritten war. Viele Autoren hielten diese Kompromisse mit dem Zeitgeist für einen Abfall vom rechten Glauben und rechneten mit einem Gericht Gottes über sein Volk.
Unter den nichtjüdischen Zeitgenossen erntete das hellenistische Judentum nicht nur Kritik, sondern gewann eine große Zahl an Sympathisanten (sogenannten Eusebes oder Gottesfürchtige) und Übertritten (sogenannten Proselyten), auch in wohlhabenden und gebildeten Kreisen. Dabei war die Schwelle zum Übertritt für Frauen niedriger als für Männer, die (aus unter damaligen hygienischen Bedingungen auch durchaus naheliegenden Gründen) vor einer Beschneidung zurückschreckten und im Sympathisantenstatus blieben.
Es ist nicht endgültig geklärt, wie das hellenistische Judentum an Bedeutung verlor und letztlich unterging. Das aufkommende Christentum, das ebenfalls eine Synthese aus Judentum und Hellenismus darstellt, spielte dabei vermutlich eine wichtige Rolle. Nicht zufällig wurde aus dem noch jüdisch theologisierten „Jeschua, der Messias“ der gräzisierte „Jesus Christus“. Jedenfalls ist in der Apostelgeschichte überliefert, dass christliche Missionare wie Paulus häufig in Sympathisanten- und Proselytenkreisen wirkten. Der Verzicht auf Beschneidung, der innerchristlich gegen einige Widerstände durchgesetzt wurde, erwies sich sicherlich als ein Erfolgsfaktor.
Das offizielle Judentum seinerseits distanzierte sich zunehmend von seinen hellenistischen Zweigen, verbot den Gebrauch der Septuaginta und zog sich ganz auf seine hebräischen und aramäischen Traditionen zurück. So sind uns praktisch alle hellenistisch-jüdischen Schriften nur in christlichen Handschriften und Kodizes überliefert.
Möglicherweise ist ein Teil des hellenistischen Judentums auch im Gnostizismus aufgegangen, der einiges an hellenistisch-jüdischen Ideen aufgenommen und weiterverarbeitet hat.
In Griechenland und im weiteren östlichen Mittelmeerraum bestand das griechischsprachige Judentum in den romaniotischen Gemeinden bis ins 20. Jahrhundert fort.

## Theologie
Wichtig ist im hellenistischen Judentum das Bekenntnis zum „Einen Gott“ (εἷς θεὸς heis theos). Damit versuchte man einerseits das Zentralgebot des jüdischen Monotheismus (1. Gebot und Schma Jisrael) zu Gehör zu bringen und andererseits an platonische und aristotelische Metaphysik anzuschließen, die ebenfalls nicht von vielen Göttern, sondern von einer göttlichen Idee oder einem unbewegten Beweger handeln.
Eine ebenfalls zentrale Rolle im jüdisch-hellenistischen Denken spielten die Vernunft (logos) und die Weisheit (sophia), die nicht als menschliche Eigenschaften, sondern als Emanationen (Auswirkungen) Gottes aufgefasst werden.
Daneben war die Ethik geprägt von verhältnismäßig abstrakter Tugend und Moral. Damit begegnete man zunächst Anfeindungen, die das Judentum als grundsätzlich unmoralisch oder menschenfeindlich diffamierten, zum anderen machte man aber auch die an rituellen und volksspezifischen Vorschriften reiche jüdische Torah für hellenistische Normalbürger verständlich und praktikabel.

### Sekundärliteratur
- Gerhard Delling: Die Begegnung zwischen Hellenismus und Judentum. In: Aufstieg und Niedergang der römischen Welt. Bd. II 20.1 (1987), S. 3–39.
- Markus Sasse: Geschichte Israels in der Zeit des Zweiten Tempels. Historische Ereignisse, Archäologie, Sozialgeschichte, Religions- und Geistesgeschichte. Neukirchener Verlag, Neukirchen-Vluyn 2004, ISBN 3-7887-1999-0.
- Erich S. Gruen: The Construct of Identity in Hellenistic Judaism. Essays on Early Jewish Literature and History. De Gruyter, Berlin 2016, ISBN 978-3-11-038719-3, S. 574.